# Barraza crybeloplatus
Barraza crybeloplatus är en insektsart som först beskrevs av Rentz, D.C.F. och Gurney 1985.  Barraza crybeloplatus ingår i släktet Barraza och familjen vårtbitare. Inga underarter finns listade i Catalogue of Life.